# صالح السنوسي
صالح السنوسي كاتب ومترجم ليبي من مواليد 1949. عاش في فرنسا خمس عشرة سنة. وهو قومي عربي، يعمل حالياً كأستاذ للقانون الدولي والعلاقات الدولية بكلية الاقتصاد والعلوم السياسية جامعة بنغازي. معظم رواياته تتناول أزمة الطلاب العرب والمفكرين والمهنيين في المنفى، سواء أكانوا في الحرم الجامعي أو في مساكنهم أو في مقاهي فرنسا وإيطاليا. ترشح لعضوية المؤتمر الوطني العام في بنغازي عام 2012.

## التعليم
- ليسانس قانون جامعة بنغازي، ليبيا 1974.[4]
- ماجستير علاقات دولية جامعة ديجون، فرنسا 1977.[5]
- دكتوراه علوم سياسية جامعة باريس-نانتير1997.[6]

## النتاج الروائي
- «متى يفيض الوادي؟»، بيروت 1980.[6]
- «غدا تزورنا الخيول»، تونس 1984.[6]
- «لقاء على الجسر القديم» 1992.[7]
- «سيرة آخر بني هلال» 2000.[8]
- «حلق الريح»، 2003.[3]
- «يوميات زمن الحشر»، 2012.[1]

## النتاجات الأخرى
- «إرادة العجز.. نهاية الطموحات الإستراتيجية والعالمية» (ترجمة عن الفرنسية)، 1997.[9]
- «الوجيز في القانون الدولي»، طرابلس 1998.[5]
- «العرب من الحداثة إلى العولمة»، القاهرة 2000.[10]
- «العولمة أفق مفتوح وارث يثير المخاوف»، القاهرة 2002.[3]
- «المأزق العربي.. غياب الفعل الجماعي وعنف الأقلية»، 2004.[10]
- «إشكالية المجتمع المدني العربي – العصبة والسلطة والغرب»، 2012.[11]

## مقالات
للكاتب مقالات عديدة على بوابة الوسيط منها:
- المحاصصة الوطنية عصر ما قبل الدولة.
- مشروع الدستور الليبي في ظل المادة السادسة الحريق الليبي حطب اقتصادي ونفخ سياسي.[12]
- النفط الذي يجر ليبيا وينصبها.
- بعد أن تصمت الكورونا.

ومقالات أخرى على موقع الجزيرة نت منها:
- المشهد الليبي.. صراع حفظ التوازن.
- مشهد «الغيزة» الليبية.
- العودة إلى اتفاق الصخيرات.. تغير أم استمرارية؟.
- المغالبة والإقصاء في المشهد السياسي الليبي.
- الثورة الليبية.. بذور الفشل وعوامل النجاح.[13]

## جوائز
أعتذرعن قبوله جائزة الفاتح التقديرية للآداب، والتي تقدر قيمتها بحوالي 25 ألف دينار ليبي، وهي إحدى الجوائز الرسمية التي تشرف عليها مؤسسة الثقافة. معللاً ذلك بقوله «لو جاءت الجائزة بمسماها القديم كما كانت في ليبيا ذلك الوقت وهو جائزة الدولة التقديرية كنت سأقبلها، لكن هذه الجائزة رُبطت بنظام سياسي وبالتالي قبولها يعني أيضا قبولك لكل أطروحات هذا النظام بالنسبة لي شخصيا».